# Oissery
Oissery là một xã ở tỉnh Seine-et-Marne, thuộc vùng Île-de-France ở miền bắc nước Pháp.

## Dân số
Người dân ở đây được gọi là Ostéraciens.
As estimated in 2004, xã này có dân số là 2.232.